# 재산권
재산권(財産權, 영어: property rights, right of ownership)은 개인이나 단체가 경제적 이익을 목적으로 하는 권리를 뜻하는 법적 용어이다. 이러한 중요한 권리로는 부동산, 동산, 지적 재산 등을 들 수 있다. 소유권의 권한은 다른 개인이나 그룹과 관련하여 물건을 소유하는 것을 확정하는 재산권과 관련되어 있으며, 사용, 양도 여부에 관계 없이 재산의 구분을 보증한다.
물권은 특정의 독립된 물건 자체를 객체로 하여 권리를 실현하는 재산권이다. 이에 비하여 채권은 특정인의 행위를 그 객체로 하여 권리를 실현하는 재산권이다.

## 헌법상 재산권
공법상의 권리가 헌법상의 재산권보장의 보호를 받기 위해서는 사적 유용성, 상당한 자기기여, 생존보장에의 기여 등의 요건이 필요하다. 사회보험법상의 지위는 청구권자에게 구체적인 급여에 대한 법적 권리가 인정되어 있는 경우에 한하여 재산권의 보호대상이 된다.

### 판례
- 공무원연금법에 의한 퇴직급여는 공무원의 퇴직에 대하여 적절한 급여를 실시함으로써 공무원 및 그 유족의 생활안정과 복리향상에 기여하기 위한 것으로서 사회보장적 급여로서의 성격을 가짐과 동시에 후불임금으로서의 성격과 공로보상 내지 은혜적 급여로서의 성격을 가진다.[2]
- 국가유공자의 보상수급권은 구체적인 법률에 의하여 비로소 부여되는 권리로서 헌법상 재산권에 의한 보호의 대상이 될 수는 있으나 재산권을 근거로 도출되는 헌법상의 권리는 아니다.[3]
- 공용용지의취득및손실보상에관한특례법에 의한 협의취득은 사법의 형태를 취하고 있으나 실질적으로는 토지수용법과 비슷한 공법적 기능을 수행하고 있고 따라서 이 법 제9조의 환매권도 토지수용법 제71조의 그것과 마찬가지로 헌법이 보장하는 재산권의 내용에 포함되는 권리라고 보는 것이 상당하다.[4]
- 수용된 토지가 당해 공익사업에 필요 없게 되거나 이용되지 아니하였을 경우에 피수용자가 그 토지소유권을 회복할 수 있는 권리, 즉 환매권은 헌법이 보장하는 재산권의 내용에 포함되는 권리이다.[4]
- 토지초과이득세는 계측 객관성 보장이 심히 어려운 미현실이득을 과세대상으로 삼고 있는 관계로 그 세율을 50%라는 고율의 단일세율로 하는 경우에는 자칫 가공이득에 대한 과세가 되어 원본잠식으로 인한 재산권 침해의 우려가 있다.[5]
- 헌법상의 재산권은 토지소유자가 이용가능한 모든 용도로 토지를 사용할 권리나 가장 경제적 또는 호율적으로 사용할 수 있는 권리를 보장하는 것은 아니므로 입법자는 중요한 공익상의 이유로 토지를 일정용도로 사용하는 권리를 제한하거나 제외할 수 있다.[6]
- 재산권은 기본권 주체로서의 국민이 각자 인간다운 생활을 자기 책임하에 자주적으로 형성하는데 필요한 경제적 조건을 보장해 주는 기능을 하는 것으로서, 재산권의 보장은 곧 국민 개개인의 자유 실현의 물질적 바탕을 의미한다. 따라서 자유와 재산권은 상호보완관계이자 불가분의 관계에 있다.[7]
- 공익사업을 위한 토지 등의 취득 및 보상에 관한 법률에서 사업인정고시가 있은 후 토지소유자가 토지수용위원회에 행사할 수 있는 권리로서 규정한 수용청구권은 사적처분성 내지 사적유용성을 지닌 구체적 권리이므로 재산의 사용, 수익, 처분에 관계되는 법적 권리에 해당하여, 헌법상 재산권에 포함된다.[8]
- 재산권은 사적유용성 및 그에 대한 원칙적 처분권을 내포하는 재산가치있는 구체적 권리이므로 구체적인 권리가 아닌 단순한 이익이나 재화의 획득에 관한 기회(단순한 기대이익, 반사적이익 또는 경제적인 기회)등은 재산권 보장의 대상이 아닌 바, 교원의 정년단축으로 기존 교원이 입는 경제적 불이익은 계속 재직하면서 재화를 획득할 수 있는 기회를 박탈당한다는 것인데, 이러한 경제적 기회는 재산권보장의 대상이 아니다.[9]
- 국립공원의 입장료는 수익자 부담의 원칙에 따라 국립공원에 입장하려는 자에게 국립공원의 유지, 관리비의 일부를 징수하는 것이며, 공원의 관리와 공원안에 있는 문화재의 관리, 보수를 위한 비용에만 사용하여야 하는 것이므로, 민법상 과실이라고 볼 여지는 없으므로, 국립공원의 입장료를 국가 내지 국립공원관리공단의 수입으로 하도록 한 규정은 국립공원내 토지의 소유자의 재산권을 침해하는 것이라 할 수 없다.[10]
- 민법 제2조 제2항은 권리의 사회성ㆍ공공성의 원리를 규정한 것으로, 헌법 제23조 제2항이 재산권의 사회적 기속성을 선언한 것을 구체화한 것으로 볼 수 있어 입법목적의 정당성이 인정되며, 위 조항은 구체적인 사건을 개별 법조항에 의해 적정하게 해결할 수 없는 경우에 한하여 적용되고, 법원이 권리남용의 주관적 요건과 객관적 요건을 구체적으로 제시하여 그 적용범위를 합리적으로 제한하고 있다는 점에 비추어 보면, 민법 제2조 제2항은 헌법상 재산권을 침해하였다고 볼 수 없다[11].
- 20년간 소유의 의사로 평온, 공연하게 부동산을 점유하는 자는 등기함으로써 그 소유권을 취득하는 내용의 민법 제245조 제1항(1958. 2. 22. 법률 제471호로 제정된 것, 이하 ‘이 사건 법률조항’이라 한다)이 재산권 보장에 관한 헌법 제23조 제1항에 위반되지 않는다[12]
- 재산권에 대한 제약이 비례원칙에 합치하는 것이라면 그 제약은 재산권자가 수인하여야 하는 사회적 제약의 범위 내에 있는 것이고, 반대로 재산권에 대한 제약이 비례원칙에 반하여 과잉된 것이라면 그 제약은 재산권자가 수인하여야 하는 사회적 제약의 한계를 넘는 것이다.[13]
- 개발제한구역지정 당시의 상태대로 토지를 사용․수익․처분할 수 있는 이상, 자신의 토지를 장래에 건축이나 개발목적으로 사용할 수 있으리라는 기대가능성이나 신뢰 및 이에 따른 지가상승의 기회는 원칙적으로 재산권의 보호범위에 속하지 않는다.[14]
- 개발제한구역의 지정으로 말미암아 예외적으로 토지를 종래의 목적으로도 사용할 수 없거나 또는 법률상으로 허용된 토지이용의 방법이 없기 때문에 실질적으로 토지의 사용․수익권이 폐지된 경우에는 토지소유자가 수인해야 할 사회적 제약의 정도를 넘는 것이라고 보아야 한다.[15]
- 도시계획시설의 지정으로 말미암아 당해 토지의 이용가능성이 배제되거나 또는 토지소유자가 토지를 종래 허용된 용도대로도 사용할 수 없기 때문에 이로 말미암아 현저한 재산적 손실이 발생하는 경우에는, 원칙적으로 사회적 제약의 범위를 넘는 수용적 효과를 인정하여 국가나 지방자치단체는 이에 대한 보상을 해야 한다[16]

## 같이 보기
- 재산
- 지식 재산권(지적 재산권, IP)
- 절도
- 사회주의
- 자본주의
- 부동산
- 체육시설에 대한 사업계획승인권 사건 2010.4.29. 2007헌바40 [합헌]